# Lachisch-Relief

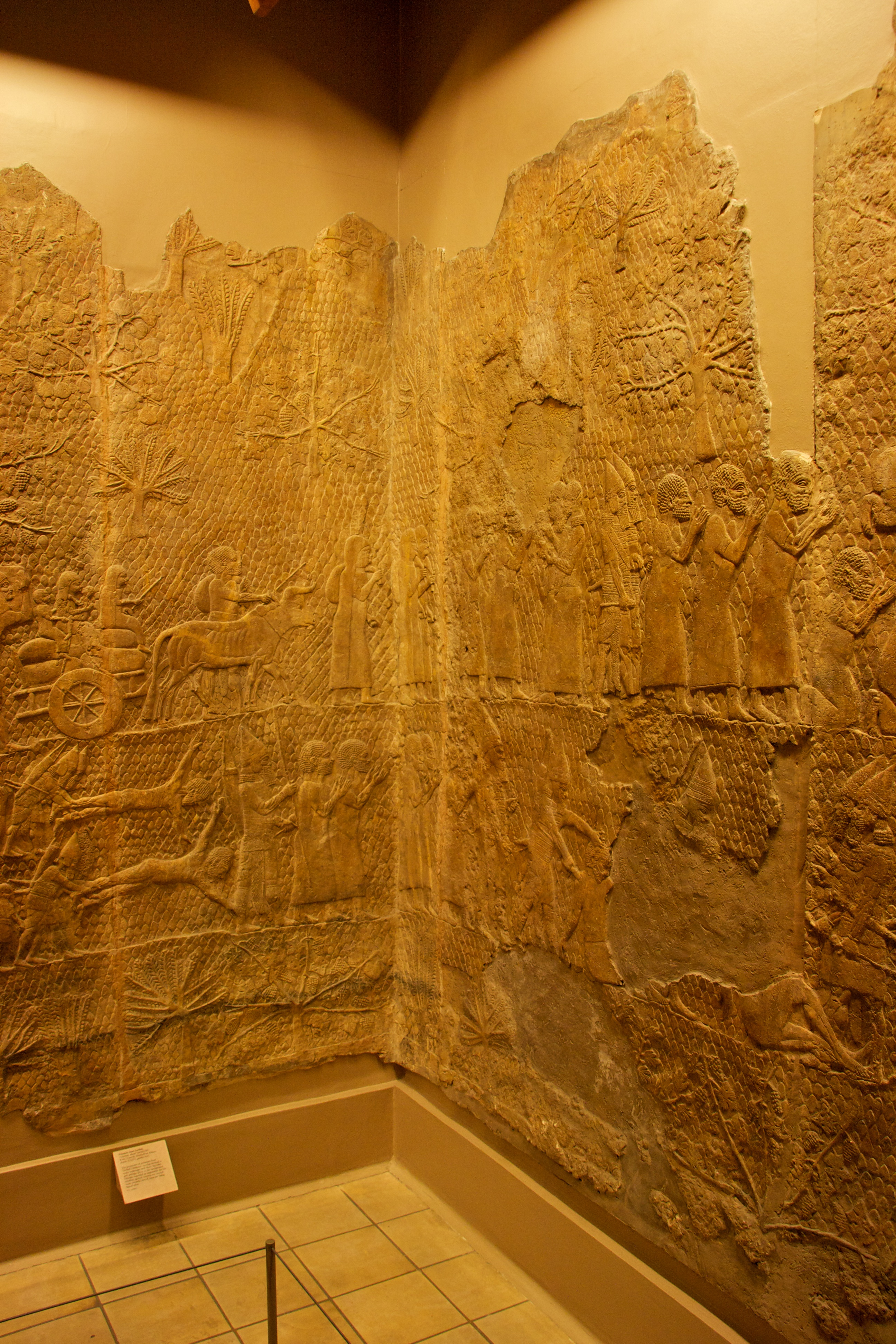
Lachisch-Relief im British Museum

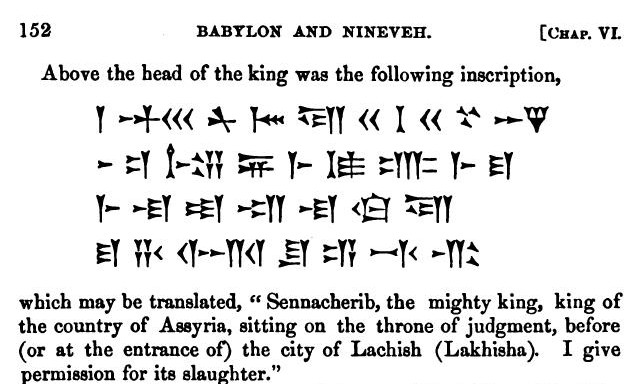
Übersetzung: „Sennacherib, der mächtige König, König des Landes Assyrien, auf dem Thron des Gerichts sitzend vor (oder beim Einzug in) der Stadt Lachisch (Lakhisha). Ich gebe die Erlaubnis für ihr Schlachten.“

Das Lachisch-Relief ist ein für den Südwestpalast in Ninive des assyrischen Königs Sanherib angefertigtes Relief aus Alabaster, welches die Eroberung der judäischen Stadt Lachisch unter jenem König im Jahr 701 v. Chr. zeigt. Es hatte eine Höhe von 2,50 Metern und eine Gesamtbreite von 18,90 Metern und verkleidete die Innenwände des Raumes XXXVI im Palast, eines zentralen Raumes der Principal Reception Suite. Insgesamt 12 Platten des Reliefs wurden neben weiteren Reliefs von Sanherib, Asarhaddon und Assurbanipal 1849 durch Austen Henry Layard bei seinen Ausgrabungen gefunden. Diese befinden sich heute in der Sammlung des British Museum in London.
Insbesondere im Bereich der Biblischen Archäologie nimmt es einen wichtigen Platz ein, da es sich um eine der wenigen außerbiblischen Quellen handelt, die den Eroberungszug Sanheribs gegen Juda behandeln.

## Beschreibung

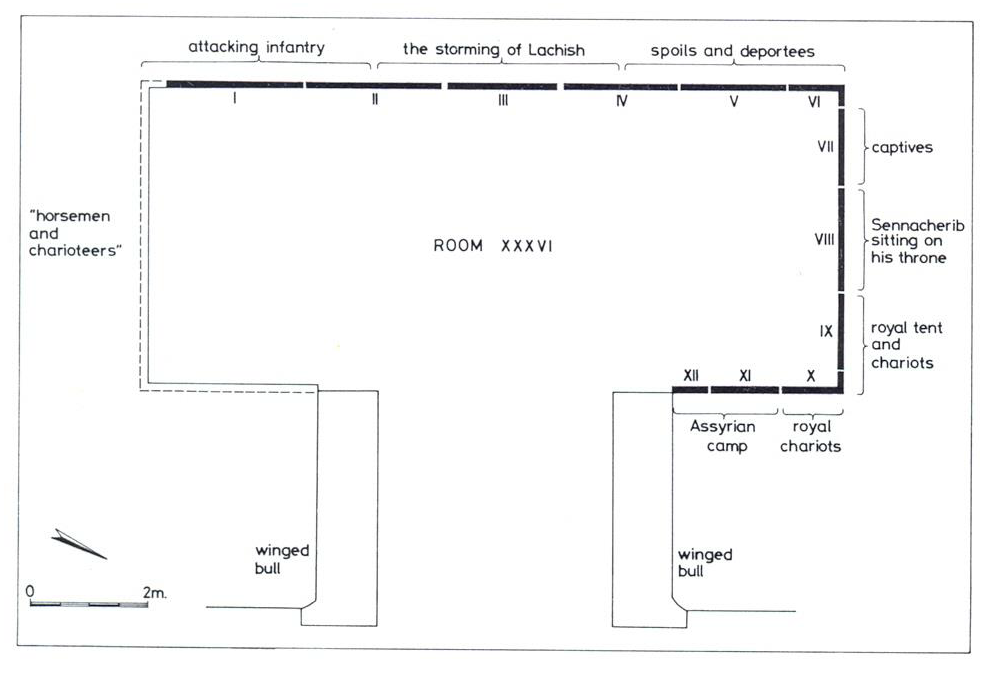
Grundriss des Raumes mit Lachisch-Relief

Das aus zwölf Platten bestehende Relief zeigt in einer zusammenhängenden, narrativen Szene die Eroberung der judäischen Stadt Lachisch im Jahr 701 v. Chr. dar. Die Erzählung begann links des Eingangs zu Raum 305 mit einer Darstellung der angreifenden assyrischen Armee (I und II). Im Zentrum des Reliefs (II–IV) wurde die Erstürmung der Stadt abgebildet, aus deren Toren (zeitlich später) Menschen flüchten und gefangen werden. Der daran angrenzende Bereich zeigt die deportierten Judäer (IV–VI). An der rechten Seitenwand (VII) ist König Sanherib zu sehen, dessen Gesicht jedoch durch die Meder oder Babylonier bei der Eroberung Ninives ausgekratzt wurde. Anschließend sind das königliche Zelt und die königlichen Streitwagen zu sehen IX und X). Den Abschluss (XI und XII) bildete die Darstellung eines Militärlagers auf der rechten Seite des Eingangs.

### Szene 1
Die erste Szene befindet sich an der linken Seite des Reliefs und zeigt Steinschleuderer, Bogenschützen und Speerträger, die in einer baum- und strauchbestandenen Landschaft (oberer Bildrand) auf die belagerte Stadt zu rücken.

### Szene 2

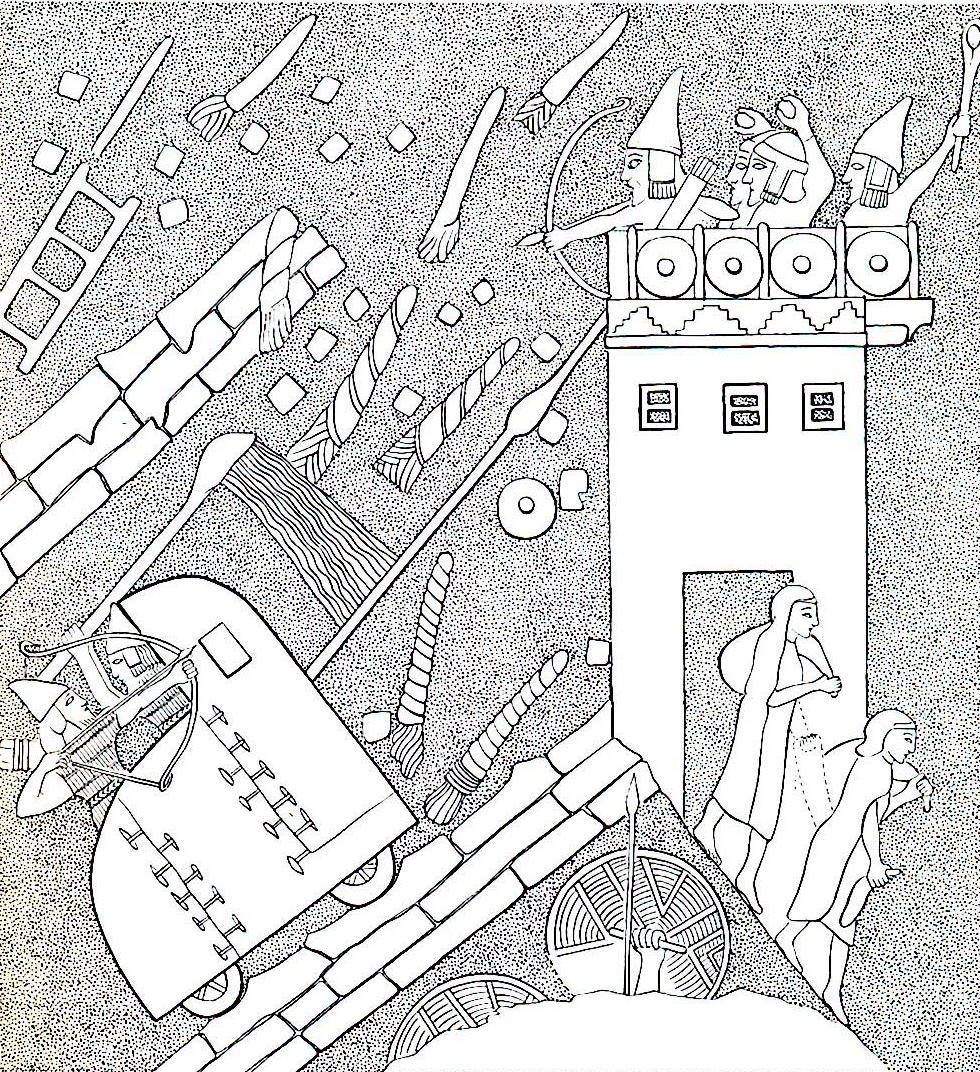
Die Assyrer greifen mithilfe eines Belagerungsturmes die Mauern der Stadt an.

Die zweite Szene stellt den Angriff auf die gut gerüstete Stadt dar, die mit einer hohen und mächtigen Mauer befestigt ist. Die Soldaten greifen ein äußeres Tor und Teile der Stadtbefestigung mit Rammböcken oder einer Art Belagerungsturm an, hinter denen die Truppen mit Schilden nachrücken. Besonders hervorzuheben ist hierbei die mächtige Belagerungsrampe, welche die Zeit überdauert hat und noch heute zu sehen ist.
Von der Stadtmauer her werden Fackeln auf die Belagerungswaffen geworfen.
Einige der Verteidiger flüchten aus der Stadt.

### Szene 3
Die dritte Szene zeigt die Eroberer beim Wegschaffen der Beute, die aus kultischen Geräten und großen Schätzen besteht. Zur Beute gehören auch Kinder, Frauen und Männer, die in die Gefangenschaft ziehen und teilweise mit einem zweirädrigen Ochsenkarren dargestellt sind. Einige der Männer werden getötet.

### Szene 4

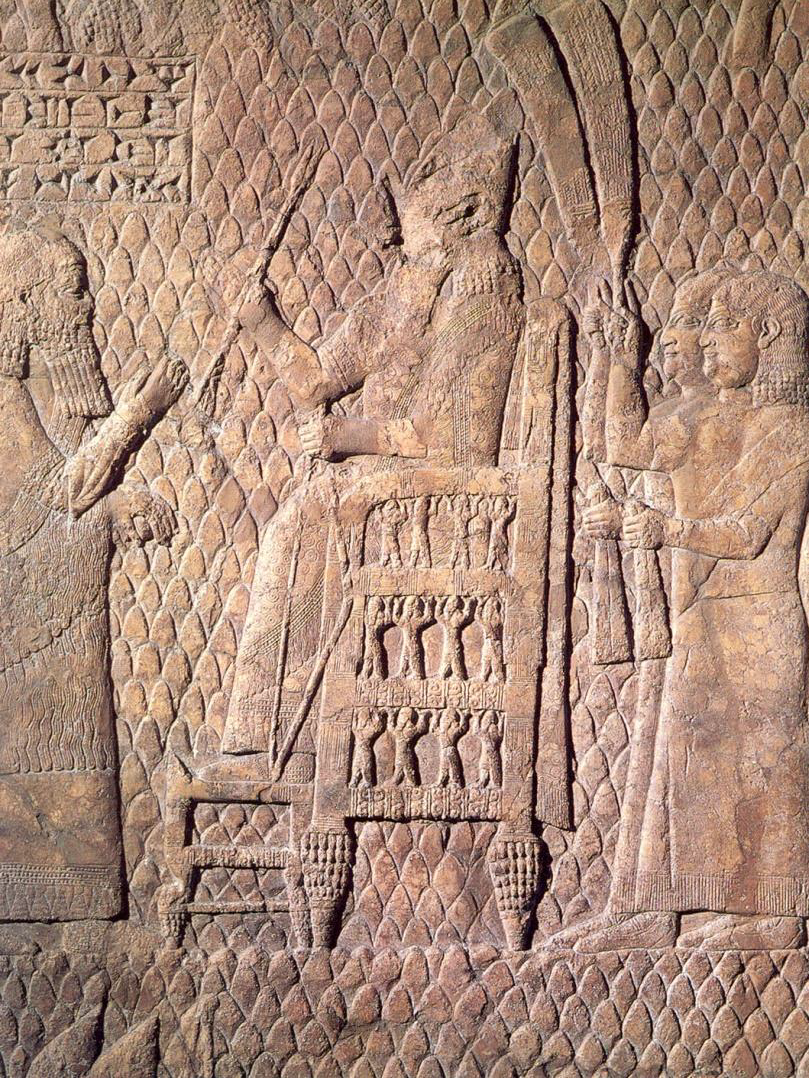
Der assyrische König Sanherib auf seinem Thron

Die vierte Szene stellt König Sanherib dar, der auf seinem Thron sitzt. Alle Personen des gesamten Reliefs sind auf ihn ausgerichtet. Die Judäer knien vor ihm nieder und bitten ihn um ihr Leben, während seine Soldaten ihm huldigen.

### Szene 5
Die fünfte Szene stellt das assyrische Heerlager dar, wobei die Personen hier in entgegengesetzter Laufrichtung dargestellt und somit auf Szene 4 ausgerichtet sind. Das Lager hat einen ovalen Grundriss und ist mit Türmen und einem Wall geschützt. Im Inneren des Lagers befinden sich Zelte sowie opfernde Priester. Vor dem Lager befinden sich weitere Soldaten.

## Bedeutung für die Biblische Archäologie
Innerhalb der Disziplin der Biblischen Archäologie stellt das Lachisch-Relief, neben den Sanherib-Prismen, eine äußerst bedeutende außerbiblische Quelle für den biblischen Bericht der Eroberung Lachischs (2. Könige 18, 13–15) dar.